# Забужжя (Ковельський район)
Забу́жжя — село в Україні, у Ковельському районі Волинської області. Кількість населення складає 829 осіб. Входить до складу Рівненської сільської громади. Село розміщене на правому березі річки Західний Буг.

## Історія
Перша відома документальна згадка про село відноситься до 1796 року. Очевидно, що село було засноване набагато раніше, однак у джерелах того періоду воно чомусь не згадується. Власне ця версія підтверджується частими знахідками на теренах села монет XVII-XVIII ст., предметів металопластики тощо.
В ХІХ на поч. ХХ ст. Забужжя відносилось до Гущанської волості Володимир-Волинського повіту Волинської губернії.
Станом на 1885 рік в с. Забужжя нараховувалось 113 дворів і 912 православних парафіян, 1 двір з 8 римо-католиками. На північ від села в колонії Забузькі Голєндри проживали протестанти голландського походження.
За ініціативою священика Євгена Велецького і громади села 4 березня 1890 року в селі урочисто відкрито церковнопарафіяльну школу. Вчителем сюди був призначений випускник Холмської духовної семінарії Йосип Кашевський. По звіту за 1895/96 навчальний рік в школі навчалося 40 хлопчиків і 2 дівчинки.
У 1906 році село Гущанської волості Володимир-Волинського повіту Волинської губернії. Відстань від повітового міста 87  верст, від волості 12. Дворів 215, мешканців 1282.
На 1911 рік, у парафії налічувалось 367 дворів, 1127 чоловіків і 1111 жінок. Євреї проживали на 10 дворах у кількості 67 чоловік, католики в 3 дворах у кількості 16 чоловік і лютерани на 3 дворах у кількості — 22 чоловік. В школі тоді навчалось 56 хлопчиків і 5 дівчаток. Шкільна бібліотека мала 45 томів книг для читання.
В період І Світової війни більшість населення села була евакуйована в Харківську, Чернігівську, Катеринославську губернії. У 1919—1939 рр. с. Забужжя входило до складу Гущанської гміни Любомльського повіту Волинського воєводства ІІ Речі Посполитої.
Відомо, що на той час в Забужжі діяла 3-класна школа з курсом навчання у 5 років. Всього навчальний заклад відвідував 181 учень.
Станом на 1937 рік с. Забужжя нараховувало 280 дворів і 1534 парафіяни, євреїв у 5 дворах — 22 чоловіки, католиків у 5 дворах 26 чоловік, лютеранів у 3 дворах 13 чоловік.[джерело?]
У вересні 1939 року, у ході Польської кампанії, село було окуповане радянськими військами і разом з усією Західною Україною приєднано до Радянського Союзу.
22 червня 1941 року, в перший день Німецько-радянської війни, село було окуповано німецькою армією. Згідно з радянськими джерелами, мешканці села брали активну участь в партизанському русі, 33 особи були розстріляні німцями, а 8 вивезені на роботу до Німеччини.
Після війни в селі розташовувалась центральна садиба сільськогосподарської артілі ім. XIX зʼїзду КПРС, яка спеціалізувалася на вирощуванні озимих зернових, льону, картоплі та мʼясо-молочному тваринництві. Сільраді підпорядковувались сусідні села Будники, Вербівка, Гороховище, Локутки, Новоугрузьке, Рогові Смоляри, Столинські Смоляри. В селі працювали школа, бібліотека, лікарня на 50 ліжок. Близько 1967 року був відкритий палац культури на 300 місць.
До 18 липня 2017 року — адміністративний центр Забузької сільської ради Любомльського району Волинської області.
До 2020 року село належало до Любомльського району Волинської області.

## Сільська парафія та церкви
Наприкінці XVIII століття православне населення села Забужжя було приписане до церкви святого Дмитрія в селі Гуща. На 1796 рік в селі був 71 двір, 200 чоловіків і 194 жінки православного віросповідання. Жителі села здавна мріяли мати свій храм. 
У 1878 році на кладовищі за кошти парафіян була побудована невелика дерев'яна церква Різдва Пресвятої Богородиці та дзвіниця, освячені 7 вересня  1878 року. І церква, і дзвіниця були покриті ґонтом. У тому ж році був побудований будинок для священика. 
Забузька парафія постала після розділення Гущанської парафії на дві самостійні. Спочатку до Забузької парафії були приписані села Гороховище і Будники, але, за рішенням Консисторії були повернуті до Гущанської парафії, а до Забузької церкви приписали села Столинські Смоляри і Локутки. 
Проте на ту кількість населення, що обслуговувала церква, вона була замала. Тому вже на початку ХХ століття жителі вирішили побудувати новий храм уже в самому селі. Волинська духовна консисторія на основі резолюції Кременецького єпископа Амвросія 5 жовтня 1906 року видала книгу на ім'я селян для збору в межах Волинської єпархії, протягом одного року, добровільних пожертвувань на будівництво церкви в селі Забужжя. З невідомих причин, швидше за все, через нестачу коштів, новий храм так і не було збудовано.
Рішенням Волинського облвиконкому №968 від 1 вересня 1961 року розташований на цвинтарі храм, котрий був невеликий за розмірами і не підлягав перенесенню, був закритий з пропозицією перебудувати під клуб. Згідно акту від 26 травня 1962 року Забузька сільська рада передала споруду церкви колгоспу ім. ХІХ партз'їзду села Забужжя. 
В останні роки існування СРСР, коли зменшився атеїстичний тиск на суспільство, жителі села Забужжя звернулися до влади з проханням знову зареєструвати в селі релігійну громаду і повернути церкву. Рада у справах релігії при Раді Міністерств СРСР від 28 червня 1990 року, протокол №11, зареєструвала релігійну громаду села. Любомльська районна рада 04 квітня 1990 року дала дозвіл на відкриття закритої церкви. Активними учасниками відбудови храму були Володимир Лопашук із села Столинські Смоляри, Панасюк Анастасія, Піщанюк Олексій та інші з села Забужжя.
Під час ремонту церкви і дзвіниці церква була обкладена білою силікатною цеглою. Частину начиння церкви було повернуто з храму села Світязь.
Жителі села Забужжя в 2007 році знову повернулися до старої ініціативи про побудову нового храму вже в самому селі, що і було зроблено . Нова мурована церква святого Олександра Невського, збудована стараннями парафіян та священників, урочисто освячена в листопаді 2012 року.

## Населення
Згідно з переписом УРСР 1989 року чисельність наявного населення села становила 955 осіб, з яких 446 чоловіків та 509 жінок.
За переписом населення України 2001 року в селі мешкали 824 особи.

### Мова
Розподіл населення за рідною мовою за даними перепису 2001 року:
| Мова       | Відсоток |
| ---------- | -------- |
| українська | 99,88 %  |
| російська  | 0,12 %   |

## Об'єкти соціальної сфери
- Забузький ліцей[8][9]

## Відомі люди
- Горик Ніна Петрівна (1957) — поетеса, Заслужений вчитель України.